# Cassidinidea clarkae
Cassidinidea clarkae är en kräftdjursart som beskrevs av Marilyn Schotte och Brian Frederick Kensley 2005. Cassidinidea clarkae ingår i släktet Cassidinidea och familjen klotkräftor.
Artens utbredningsområde är Seychellerna. Inga underarter finns listade i Catalogue of Life.